# Heinrich Louis d’Arrest
Heinrich Louis d’Arrest, także Heinrich Ludwig d’Arrest (ur. 13 lipca 1822 w Berlinie, zm. 14 czerwca 1875 w Kopenhadze) – pruski astronom.

## Życiorys
Studiował w Berlińskim Obserwatorium pod Johannem Gallem i był uczestnikiem projektu poszukującego Neptuna. 23 września 1846 zasugerował, aby porównać stworzoną właśnie mapę gwiazdową rejonu, w którym według Urbaina Le Verriera miała się znajdować ta planeta z obecnym wyglądem nieboskłonu – istnienie Neptuna i jego pierwsza obserwacja została dokonana właśnie tej nocy.
21 października 1862 odkrył planetoidę (76) Freia.
W 1851 odkrył kometę okresową, którą następnie nazwano na jego cześć 6P/d’Arrest. W tym samym roku opublikował książkę o 13 ówczesnych znanych asteroidach i rozpoczął badanie mgławic, za które w 1875 otrzymał Złoty Medal Królewskiego Towarzystwa Astronomicznego. Odkrył w sumie 321 obiektów, głównie galaktyk, które znalazły się w New General Catalogue.
Jego imieniem nazwano krater na Księżycu, krater na Fobosie oraz planetoidę (9133) d’Arrest.